# All Is Lost
All Is Lost is een Amerikaanse avonturenfilm uit 2013 die geschreven en geregisseerd werd door J. C. Chandor. De film heeft maar een acteur, Robert Redford, die een beperkt aantal zinnen uitspreekt. De film werd bekroond met een Golden Globe voor beste muziek.

## Verhaal
De film vertelt het verhaal van een man op zee, die moet overleven op de Indische Oceaan nadat zijn zeiljacht, de Virginia Jean, beschadigd is geraakt door een botsing met een op drift geraakte, drijvende zeecontainer. Zonder navigatiesysteem of communicatiemiddelen zeilt hij af op een gevaarlijke storm, die hij ternauwernood overleeft. Zijn zeiljacht vergaat, waarna hij in een reddingsvlot  meedrijft op de stromingen van de oceaan en probeert uit te komen op een zeevaartroute. De brandende zon en het gebrek aan voedsel en drinkwater zorgen ervoor dat de situatie steeds zorgwekkender wordt.
Uiteindelijk bereikt hij een bevaren zeeroute. Enkele pogingen om met behulp van fakkels de aandacht van passerende schepen te trekken mislukken. Als er uiteindelijk weer een schip verschijnt en alle fakkels opgebruikt zijn, stookt de schipbreukeling een vuurtje door het scheepsjournaal in brand te steken. Dit zorgt ervoor dat zijn reddingsvlot uitbrandt. Uitgeput eindigt de man in het water waar hij zich moedeloos laat wegzinken. Maar net dan ziet hij een fel licht, de kiel van een sloep en een uitgestoken hand die hij met zijn laatste krachten grijpt.

## Rolverdeling

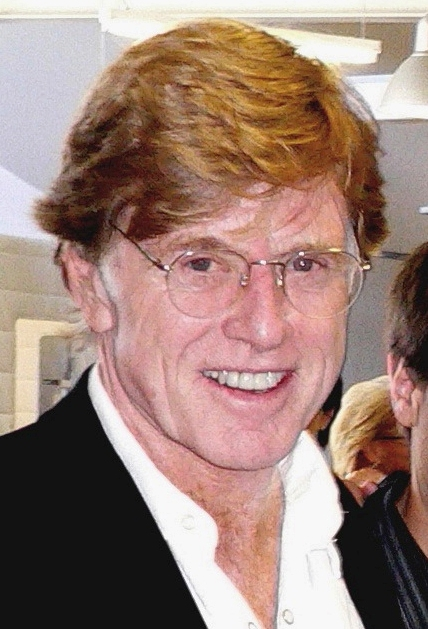
De 75-jarige Robert Redford voerde de meeste stunts zelf uit.

- Robert Redford – Onze man

## Productie

### Ontwikkeling en casting
Tijdens het montageproces van zijn debuutfilm Margin Call (2011) pendelde J. C. Chandor met de trein van zijn woonplaats in Providence (Rhode Island) naar zijn werk in New York. Tijdens deze drie uur durende treinritten langs de Oostkust merkte hij regelmatig zeilboten op, die opgeborgen waren omdat het winter was. Op die manier kwam Chandor, die net als zijn ouders ervaring had met zeilen, op het idee om All Is Lost te schrijven. Nadat zijn beide grootmoeders overleden waren, dacht Chandor ook na over de eindigheid van het leven, een thema dat hij vervolgens ook in zijn script verwerkte. De zeilboot van het hoofdpersonage, de Virginia Jean, is naar zijn grootmoeders genoemd.
Tijdens het schrijven van het scenario ging Margin Call in première op het Sundance Film Festival, waar Chandor net als de overige filmmakers verwelkomd werd door Robert Redford, de oprichter van het festival. Als gevolg daarvan kwam Chandor op het idee om Redford te casten. De toen 74-jarige acteur kreeg het 31 pagina's tellende script van All Is Lost en na een korte ontmoeting met Chandor aanvaardde hij de rol. In februari 2012 werd Redfords casting door de Amerikaanse filmpers bevestigd.

### Opnames
De opnames gingen in mei 2012 van start in de Baja Studios in Rosarito (Mexico). De opnamestudio, die in de jaren 1990 omgebouwd werd voor de blockbuster Titanic (1997), beschikte over een grote watertank. Gedurende twee maanden werden er in de watertank scènes opgenomen. Slechts enkele dagen werd er ook met een echte boot op zee gefilmd. Hoewel het verhaal zich afspeelt op de Indische Oceaan, werd er gefilmd op de Stille Oceaan en in de Caraïben.
Redford voerde 95 procent van alle stunts zelf uit. Tijdens de opnames liep hij een oorinfectie op waardoor hij slechthorend werd. Redford had ondanks een voorliefde voor boten, zwemmen en surfen nog nooit gezeild, wat Chandor door een misverstand pas op de eerste opnamedag ontdekte.
De regisseur zorgde er tijdens een groot deel van de opnames voor dat de afstand tussen de acteur en de camera maximaal 3 tot 3,5 meter bedroeg. Op die manier wilde hij ervoor zorgen dat het publiek aan het hoofdpersonage verbonden bleef en er een gevoel van intimiteit ontstond, zonder te claustrofobisch te worden. Deze korte afstand tussen acteur en camera doopte hij om tot de "bungee-cord rule" (Nederlands: bungeekoordregel).

### Muziek
In november 2012 werd Alex Ebert, leadzanger van de indiefolkband Edward Sharpe and the Magnetic Zeros, in dienst genomen om de filmmuziek te componeren. Ebert beschouwde wind, water, regen en zon als personages en liet zich door de natuurelementen inspireren bij het componeren van de soundtrack.

### Release en ontvangst
Op 22 mei 2013 ging All Is Lost in première op het filmfestival van Cannes. In de daaropvolgende maanden was de film ook te zien op onder meer het filmfestival van Londen en het filmfestival van Telluride. Op 25 oktober 2013 werd de film in de Amerikaanse bioscoop uitgebracht. In Nederland ging de film op 16 januari 2014 in première.
All Is Lost kreeg overwegend positieve recensies. Op Rotten Tomatoes heeft de film een waarde van 94% en een gemiddelde score van 8/10, gebaseerd op 219 recensies. Op Metacritic heeft de film een gemiddelde score van 87/100, gebaseerd op 45 recensies. De film werd ook in verschillende lijstjes van beste films van het jaar opgenomen.

## Prijzen en nominaties
| Jaar | Prijs                              | Categorie                            | Genomineerde(n)                                                                  | Uitslag     |
| ---- | ---------------------------------- | ------------------------------------ | -------------------------------------------------------------------------------- | ----------- |
| 2013 | Satellite Awards                   | Beste film                           | Beste film                                                                       | Genomineerd |
| 2013 | Satellite Awards                   | Beste acteur                         | Robert Redford                                                                   | Genomineerd |
| 2013 | Satellite Awards                   | Beste visuele effecten               | Brendon O'Dell, Colin Davies, Bob Munroe                                         | Genomineerd |
| 2013 | Satellite Awards                   | Beste geluid                         | Steve Boeddeker, Richard Hymns, Brandon Proctor                                  | Genomineerd |
| 2013 | New York Film Critics Circle Award | Beste acteur                         | Robert Redford                                                                   | Gewonnen    |
| 2014 | Academy Awards                     | Beste geluidsmontage                 | Steve Boeddeker, Richard Hymns                                                   | Genomineerd |
| 2014 | Golden Globes                      | Beste acteur in een hoofdrol (drama) | Robert Redford                                                                   | Genomineerd |
| 2014 | Golden Globes                      | Beste soundtrack                     | Alex Ebert                                                                       | Gewonnen    |
| 2014 | BAFTA Awards                       | Beste geluid                         | Steve Boeddeker, Richard Hymns, Brandon Proctor, Micah Bloomberg, Gillian Arthur | Genomineerd |
| 2014 | Independent Spirit Awards          | Beste film                           | Neal Dodson, Anna Gerb                                                           | Genomineerd |
| 2014 | Independent Spirit Awards          | Beste regisseur                      | J. C. Chandor                                                                    | Genomineerd |
| 2014 | Independent Spirit Awards          | Beste acteur                         | Robert Redford                                                                   | Genomineerd |
| 2014 | Independent Spirit Awards          | Beste camerawerk                     | Frank G. DeMarco                                                                 | Genomineerd |

## Thema's
De film volgt een man die strijdt tegen de natuurelementen en probeert om zijn zeilboot, die door een botsing met een container vol schoenen ernstig beschadigd is, door een hevige storm te loodsen. Wanneer zijn boot begint te zinken, zet hij zijn overlevingstocht verder in een opblaasbaar reddingsvlot. De man doet er alles aan om te overleven. Aan het einde van de film laat hij zich moedeloos wegzinken. Nadien ziet hij een fel licht, de kiel van een sloep en een uitgestoken hand die hij met zijn laatste krachten grijpt.
Het einde kan op twee manieren geïnterpreteerd worden. Zo kan de hand die het hoofdpersonage uit het water trekt beschouwd worden als de uitgestoken hand van een echt persoon of als de hand van God. In het eerste geval heeft de zeiler met succes het einde van zijn overlevingstocht bereikt, in het laatste geval heeft de zeiler het einde van zijn leven bereikt. Volgens de regisseur hangt de interpretatie van het einde samen met het wereldbeeld van de persoon die het interpreteert.
Ook het menselijk bestaan en de zin van het leven zijn thema's die in All Is Lost behandeld worden. Aan het begin van de film is een voice-over van het hoofdpersonage te horen. Hij zegt dat het hem spijt, dat hij tot het einde gevochten heeft en dat hij in zijn leven geprobeerd heeft om sterk te zijn, vriendelijk te zijn en lief te hebben. Dit zijn de verontschuldigende woorden die hij aan het einde van de film op een afscheidsbriefje schrijft dat hij vervolgens in een glazen pot stopt en in de zee werpt. Het is niet duidelijk tot wie de zeiler zich richt. Uit de afscheidswoorden kan afgeleid worden dat het hoofdpersonage het einde van zijn leven voelt naderen.
De zeiler doet er alles aan om te overleven, hoewel alles wat hij onderneemt vergeefse moeite lijkt. De kijker weet niet wie hij is; het hoofdpersonage heeft geen naam en geen achtergrondverhaal, en het is niet duidelijk tot wie hij zich richt in zijn afscheidswoorden. Het enige wat de kijker over hem weet, zijn de pogingen die hij onderneemt om te overleven. Voor de kijker zijn het deze daden die betekenis geven aan de film, voor het hoofdpersonage zijn het deze daden die betekenis geven aan de (mogelijk) laatste dagen van zijn eigen leven. Volgens het existentialisme beschikt ieder individueel mens over de vrijheid om keuzes te maken die zijn bestaan vorm en zin geven. Zo maakt de zeiler de opmerkelijke keuze om zich te scheren, hoewel er op dat moment een grote storm op komst is. Hoewel de storm onvermijdelijk is, bepaalt het hoofdpersonage zelf hoe hij de tijd die aan die onvermijdelijkheid voorafgaat, invult. Volgens hoofdrolspeler Robert Redford scheert de zeiler zich "omdat dat zijn karakter is".
De film kan ook beschouwd worden als een kritische parabel over kapitalisme en globalisme. Zo wordt de zeilboot van het personage ernstig beschadigd door een Chinese container vol sportschoenen. Later probeert de zeiler tevergeefs de aandacht te trekken van een groot containerschip van Maersk Line en een olietanker.

## Trivia
- All Is Lost deelt enkele inhoudelijke elementen en thema's met de roman De oude man en de zee (1952) van schrijver Ernest Hemingway.